# 1902 en Inde
Chronologie de l'Inde
- 1898
- 1899
- 1900
- 1901
- 1902
- 1903
- 1904
- 1905
- 1906

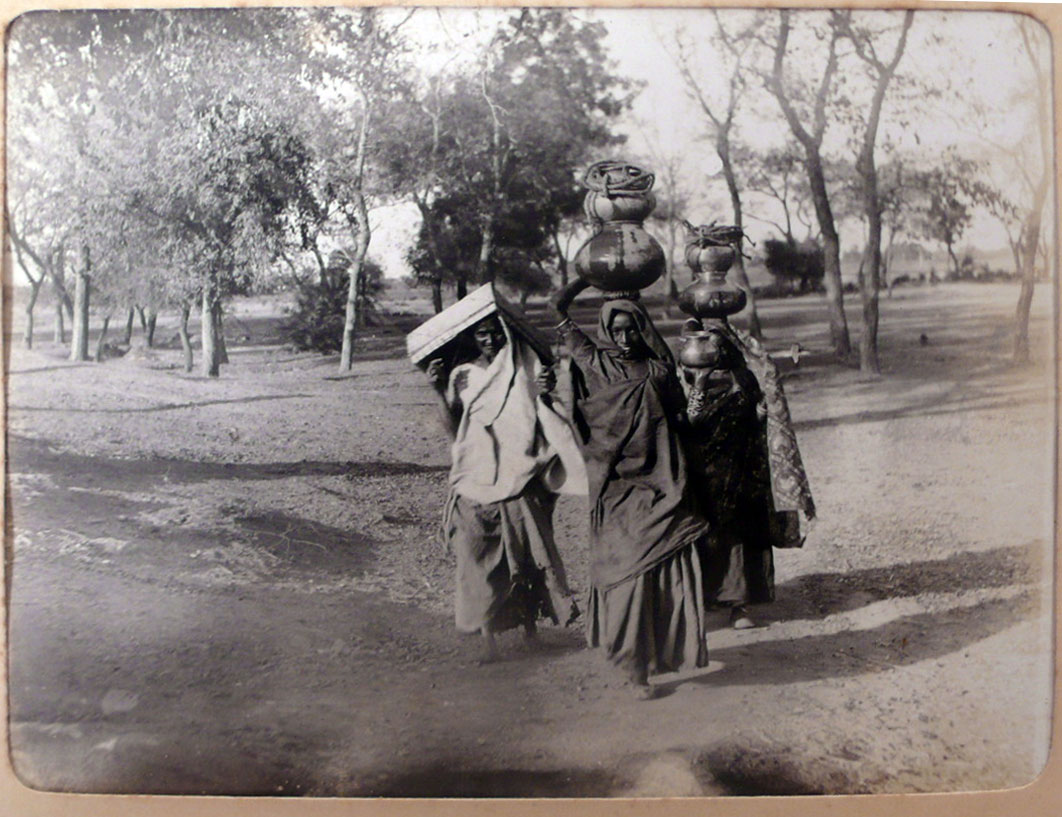
Femmes dans un village en 1902.

Cette page concerne les évènements survenus en 1902 en Inde  :

## Évènement
- Fondation des provinces unies d'Agra et d'Oudh

## Création
- Anushilan Samiti (en), organisation qui soutient la violence révolutionnaire comme moyen de mettre fin à la domination britannique en Inde.

## Dissolution
- East Coast State Railway (en)
- Provinces du Nord-Ouest

## Naissance
- Richard Allen, joueur de hockey sur gazon
- Allah Jilai Bai (en), chanteuse.
- Rasoolan Bai (en), musicienne.
- Shibram Chakraborty (en), écrivain.
- Phadeppa Dareppa Chaugule (en), athlète (marathon).
- Anil Kumar Das (en), astronome.
- K. Shivaram Karanth (en), romancier.
- Vennikkulam Gopala Kurup (en), poète.
- R. Krishnasamy Naidu (en), personnalité politique.
- Gudavalli Ramabrahmam (en), réalisateur.
- Baldev Singh (en), chef sikh.
- Mukta Venkatesh (en), peintre.
- Narayanrao Vyas (en), chanteur.

## Décès
- Muhammad Baquar Ali Khan (en), raja.
- Mrinalini Devi (en), femme de Rabindranath Tagore, Prix Nobel de littérature.
- Syed Nazeer Husain (en), enseignant.
- Vivekananda, philosophe.